# Mauricio Farah
Mauricio Farah Gebara (Ciudad de México, 17 de junio de 1965) es un académico, Defensor de los derechos humanos y funcionario público mexicano, autor de libros y articulista en medios de comunicación. Actualmente se desempeña como secretario general de Servicios Administrativos del Senado de México.

## Trayectoria
Es licenciado en derecho egresado de la Universidad Nacional Autónoma de México y maestro en política y gobierno por la Universidad de Essex, así como investigador en el Instituto de Investigaciones Jurídicas de la UNAM.
Fue secretario general de la Cámara de Diputados en las LXII y la LXIII Legislatura del Congreso de la Unión de México; asimismo fungió como secretario general del Instituto Federal de Acceso a la Información y Protección de Datos; y como quinto visitador de la Comisión Nacional de los Derechos Humanos.
Actualmente es articulista y columnista en medios de comunicación de circulación nacional en México como El Universal, Milenio, Reforma, Heraldo de México, La Razón, El País y La Silla Rota.

## Publicaciones
| Título                                                   | Autor                                       | Editorial                             |
| -------------------------------------------------------- | ------------------------------------------- | ------------------------------------- |
| Migración y Derechos Humanos en México                   | Mauricio Farah Gebara                       | Editorial Porrúa México / UNAM / PUDH |
| No más víctimas inocentes: Los Derechos Humanos y La Paz | Mauricio Farah Gebara                       | Miguel Ángel Porrúa                   |
| Cuando la Vida Está en Otra Parte                        | Mauricio Farah Gebara                       | Miguel Ángel Porrúa                   |
| Ladrones de Sueños                                       | Mauricio Farah Gebara y Alejandro Hernández | Miguel Ángel Porrúa                   |
| La libertad amenazada                                    | Mauricio Farah Gebara y Alejandro Hernández | Miguel Ángel Porrúa                   |